# Lotta ai Giochi della XX Olimpiade
I tornei di lotta dei Giochi della XX Olimpiade si sono svolti alla Messegelände a Monaco di Baviera dal 27 agosto al 10 settembre 1972. Si sono svolti 10 tornei di lotta greco-romana e 10 tornei di lotta libera.

## Nazioni partecipanti
Hanno preso parte alla competizione 388 lottatori in rappresentanza di 49 distinti comitati olimpici nazionali.
| - Afghanistan (8) - Argentina (3) - Australia (3) - Austria (4) - Belgio (2) - Bulgaria (20) - Canada (9) - Cuba (7) - Cecoslovacchia (10) - Danimarca (3) - Germania Est (17) - Egitto (4) - Finlandia (10) |  | - Francia (5) - Gran Bretagna (6) - Grecia (9) - Guatemala (4) - Ungheria (18) - India (8) - Iran (14) - Israele (2) - Italia (7) - Giappone (20) - Libano (2) - Messico (9) - Mongolia (13) |  | - Marocco (3) - Paesi Bassi (1) - Nuova Zelanda (1) - Corea del Nord (2) - Norvegia (5) - Pakistan (2) - Panama (2) - Perù (4) - Filippine (3) - Polonia (18) - Portogallo (3) - Taiwan (1) |  | - Romania (20) - Senegal (4) - Corea del Sud (4) - Unione Sovietica (20) - Svezia (7) - Svizzera (9) - Siria (2) - Tunisia (2) - Turchia (16) - Stati Uniti (19) - Germania Ovest (17) - Jugoslavia (10) |

## Categorie di peso
Rispetto a Città del Messico 1968 furono introdotte due nuove categorie:
| Categoria     | Città de Messico 1968 | Monaco di Baviera 1972 |
| ------------- | --------------------- | ---------------------- |
| Mosca leggeri | -                     | fino a 48 kg           |
| Mosca         | fino a 52 kg          | fino a 52 kg           |
| Gallo         | fino a 57 kg          | fino a 57 kg           |
| Piuma         | fino a 62 kg          | fino a 62 kg           |
| Leggeri       | fino a 67 kg          | fino a 68 kg           |
| Welter        | fino a 73 kg          | fino a 74 kg           |
| Medi          | fino a 79 kg          | fino a 82 kg           |
| Medio-massimi | fino a 87 kg          | fino a 90 kg           |
| Massimi       | oltre 87 kg           | fino a 100 kg          |
| Supermassimi  | -                     | oltre 100 kg           |

## Podi
| Evento                        | Oro                  | Argento                | Bronzo             |
| Lotta libera                  |                      |                        |                    |
| Pesi mosca leggeri (dettagli) | Gheorghe Berceanu    | Rahim Aliabadi         | Stefan Angelov     |
| Pesi mosca (dettagli)         | Petăr Kirov          | Koichiro Hirayama      | Giuseppe Bognanni  |
| Pesi gallo (dettagli)         | Rustem Kazakov       | Hans-Jürgen Veil       | Risto Björlin      |
| Pesi piuma (dettagli)         | Georgi Mărkov        | Heinz-Helmut Wehling   | Kazimierz Lipień   |
| Pesi leggeri (dettagli)       | Šamil' Chisamutdinov | Stojan Apostolov       | Gian Matteo Ranzi  |
| Pesi welter (dettagli)        | Vítězslav Mácha      | Petros Galaktopoulos   | Jan Karlsson       |
| Pesi medi (dettagli)          | Csaba Hegedűs        | Anatolij Nazarenko     | Milan Nenadić      |
| Pesi medio-massimi (dettagli) | Valerij Rezancev     | Josip Čorak            | Czesław Kwieciński |
| Pesi massimi (dettagli)       | Nicolae Martinescu   | Nikolaj Jakovenko      | Ferenc Kiss        |
| Pesi supermassimi (dettagli)  | Anatolij Roščin      | Aleksandăr Tomov       | Victor Dolipschi   |
| Lotta greco-romana            |                      |                        |                    |
| Pesi mosca leggeri (dettagli) | Roman Dmitriev       | Ognyan Nikolov         | Ibrahim Javadi     |
| Pesi mosca (dettagli)         | Kiyomi Kato          | Arsen Alachverdiev     | Kim Gwong-Hyong    |
| Pesi gallo (dettagli)         | Hideaki Yanagida     | Richard Sanders        | László Klinga      |
| Pesi piuma (dettagli)         | Zagalav Abdulbekov   | Vehbi Akdağ            | Ivan Krăstev       |
| Pesi leggeri (dettagli)       | Dan Gable            | Kikuo Wada             | Ruslan Ašuraliev   |
| Pesi welter (dettagli)        | Wayne Wells          | Jan Karlsson           | Adolf Seger        |
| Pesi medi (dettagli)          | Levan Tediašvili     | John Peterson          | Vasile Iorga       |
| Pesi medio-massimi (dettagli) | Ben Peterson         | Gennady Strakhov       | Károly Bajkó       |
| Pesi massimi (dettagli)       | Ivan Jarygin         | Khorloogiin Bayanmönkh | József Csatári     |
| Pesi supermassimi (dettagli)  | Aleksandr Medved'    | Osman Duraliev         | Chris Taylor       |

## Medagliere
| Posizione | Paese            |    |    |    | Totale |
| --------- | ---------------- | -- | -- | -- | ------ |
| 1         | Unione Sovietica | 9  | 4  | 1  | 14     |
| 2         | Stati Uniti      | 3  | 2  | 1  | 6      |
| 3         | Bulgaria         | 2  | 4  | 2  | 8      |
| 4         | Giappone         | 2  | 2  | 0  | 4      |
| 5         | Romania          | 2  | 0  | 2  | 4      |
| 6         | Ungheria         | 1  | 0  | 4  | 5      |
| 7         | Cecoslovacchia   | 1  | 0  | 0  | 1      |
| 8         | Germania Ovest   | 0  | 1  | 1  | 2      |
| 8         | Iran             | 0  | 1  | 1  | 2      |
| 8         | Svezia           | 0  | 1  | 1  | 2      |
| 8         | Jugoslavia       | 0  | 1  | 1  | 2      |
| 12        | Germania Est     | 0  | 1  | 0  | 1      |
| 12        | Grecia           | 0  | 1  | 0  | 1      |
| 12        | Mongolia         | 0  | 1  | 0  | 1      |
| 12        | Turchia          | 0  | 1  | 0  | 1      |
| 16        | Italia           | 0  | 0  | 2  | 2      |
| 16        | Polonia          | 0  | 0  | 2  | 2      |
| 18        | Finlandia        | 0  | 0  | 1  | 1      |
| 18        | Corea del Nord   | 0  | 0  | 1  | 1      |
| Totale    | Totale           | 20 | 20 | 20 | 60     |